# Weberbauera retropila
Weberbauera retropila är en korsblommig växtart som beskrevs av Al-shehbaz. Weberbauera retropila ingår i släktet Weberbauera och familjen korsblommiga växter. Inga underarter finns listade i Catalogue of Life.